# 国鉄タキ1700形貨車
国鉄タキ1700形貨車（こくてつタキ1700がたかしゃ）は、かつて日本国有鉄道（国鉄）に在籍した私有貨車（タンク車）である。

## 概要
本形式は、希硫酸専用の30t 積タンク車として1950年（昭和25年）11月22日から1953年（昭和28年）12月25日にかけて24両（コタキ1700 - コタキ1723）が、日本車輌製造、汽車製造の2社にて製作された。その後1954年（昭和29年）10月29日から1957年（昭和32年）12月26日にかけて7両が形式内改造（タンク内面処理変更）され区別のため50番台（コタキ1750 - コタキ1756）に改番された。また本形式から多数の車が種車として他形式（タキ4700形（コタキ1701 - コタキ1702）→コタキ4700 - コタキ4701）、タキ6100形（コタキ1717→コタキ6100）、タキ300形）へ改造された。
記号番号表記は特殊標記符号「コ」（全長 12 m 以下）を前置し「コタキ」と標記する。
本形式の他に希硫酸を専用種別とする形式は、タ1370形（3両）、タ1400形（3両）、タ1900形（4両）、タム3500形（6両）、タラ300形（13両）、タサ400形（14両）、タサ2100形（1両）、タキ1450形（1両）、タキ4700形（3両）、タキ4750形（6両）、タキ7600形（2両）、タキ19700形（6両）の12形式があり本形式は最多両数形式である。
落成時の所有者は、日本曹達、東邦亜鉛の2社であり、その各々の常備駅は磐越西線の大寺駅（現在の磐梯町駅）、信越本線の安中駅であった。
1966年（昭和41年）12月3日に日本曹達所有車7両（コタキ1750 - コタキ1756）が日曹金属へ名義変更された。
タンク体材質は、一般構造用圧延鋼材 （SS41、現在のSS400）製であり、荷役方式は、タンク上部の液入管からの上入れ、液出管と空気管使用による上出し方式である。
最後まで在籍した3両（コタキ1750 - コタキ1752）が1975年（昭和50年）3月18日に廃車となり同時に形式消滅となった。